# Bagdad

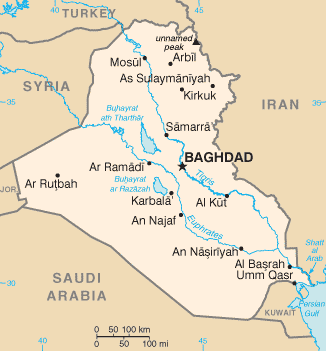
Bản đồ Iraq

Bagdad (tiếng Ả Rập:بغداد Baġdād) hay Baghdad trong tiếng Anh (phiên âm Tiếng Việt thường đọc là "Bát-đa") là thủ đô của đất nước Iraq và là thủ phủ của tỉnh Bagdad.
Dân số năm 2003 là 5.772.000, và năm 2011 vào khoảng 7.216.040. Đến năm 2016, dân số xấp xỉ khoảng 8,765,000, là thành phố lớn nhất Iraq và là thành phố lớn thứ 2 vùng Tây Nam Á sau Tehran và cũng là thành phố lớn thứ hai của thế giới Ả Rập, chỉ sau Cairo. Nằm trên bờ sông Tigris tại vị trí 33°20′ độ vĩ Bắc và 44°26′ độ kinh Đông. Đây là một trong những trung tâm của đạo Hồi.
Thành phố đã được thành lập vào thế kỉ thứ 8 và trở thành thủ đô của Abbasid Caliphate. Trong khoảng thời gian ngắn khởi đầu, Baghdad đã phát triển thành một trung tâm văn hoá, thương mại, và trung tâm trí tuệ của thế giới Hồi Giáo. Ngoài ra, việc xây dựng một số cơ sở giáo dục chủ chốt (ví dụ như: House of Wisdom), đã mang lại danh tiếng cho thành phố trên toàn thế giới như một "Trung Tâm của Học Tập".
Suốt thời kỳ Trung kỳ Trung Cổ, Bagdad được xem là thành phố lớn nhất thế giới với dân số ước tính là 1,200,000 người. Phần lớn thành phố đã bị phá huỷ dưới tay của Đế quốc Mông Cổ vào năm 1258, dẫn đến sự suy giảm kéo dài qua nhiều thế kỷ do các bệnh dịch thường gặp và sự cai trị của các đế quốc nối tiếp nhau. Với sự công nhận Iraq là một quốc gia độc lập, Baghdad dần lấy lại được một số điểm nổi bật trước đây như là một trung tâm quan trọng của văn hoá Ả Rập.

### Thế kỷ 20 và 21

Hình vuông Tahrir ở Khu thương mại Baghdad

## Địa lý

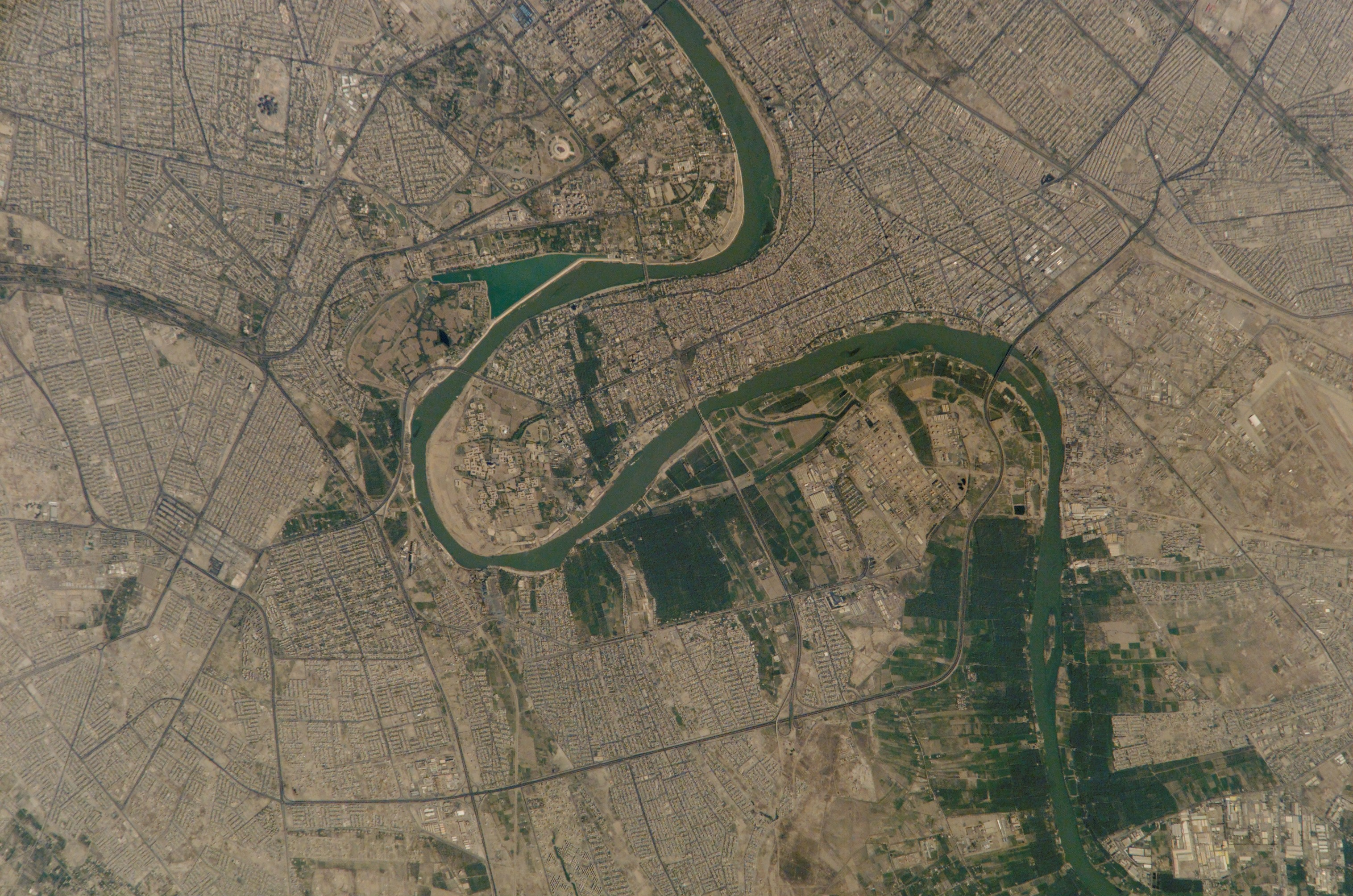
Baghdad nhìn từ không gian

### Nỗ lực tái thiết

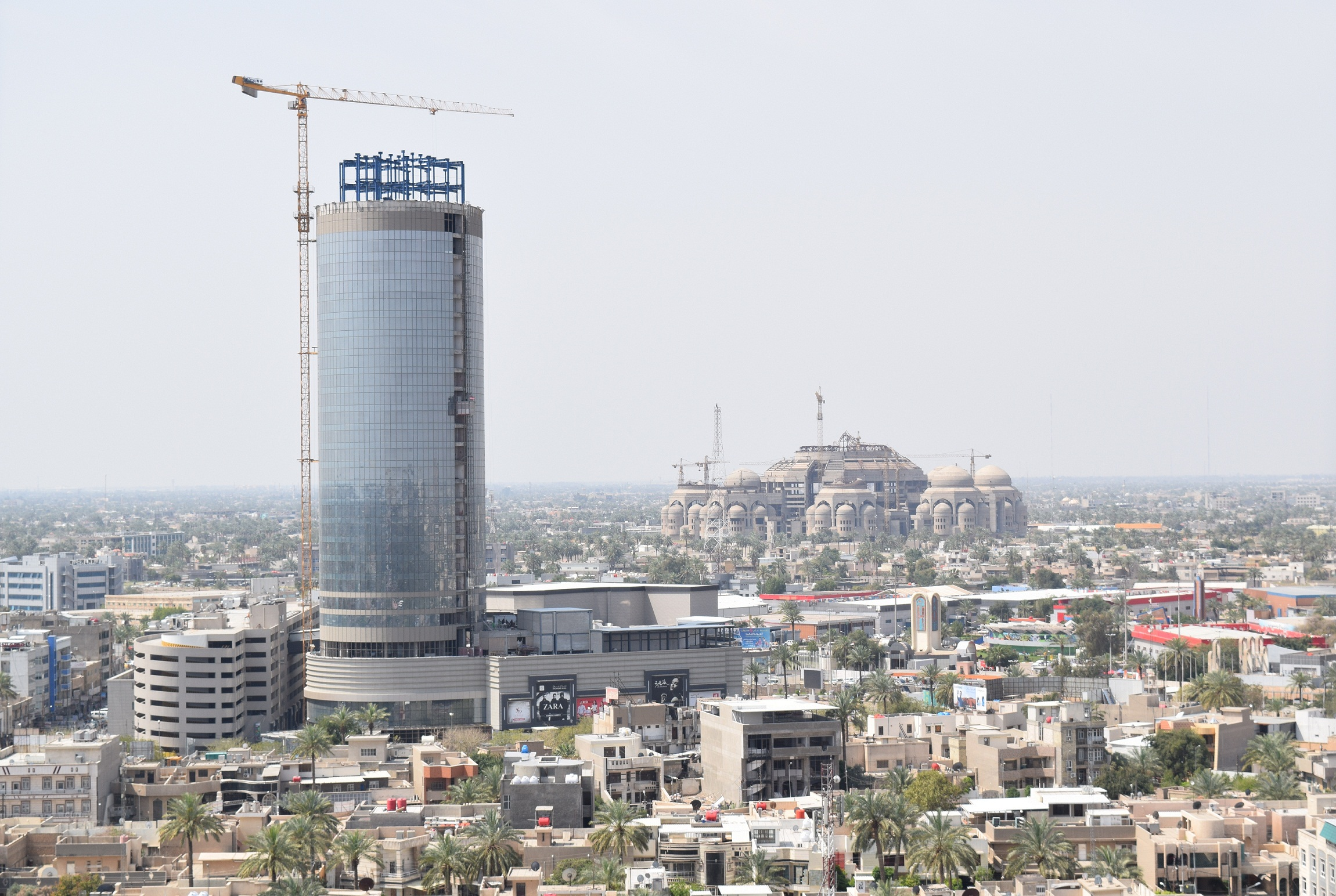
Một góc thành phố Baghdad, tháng 3 năm 2017

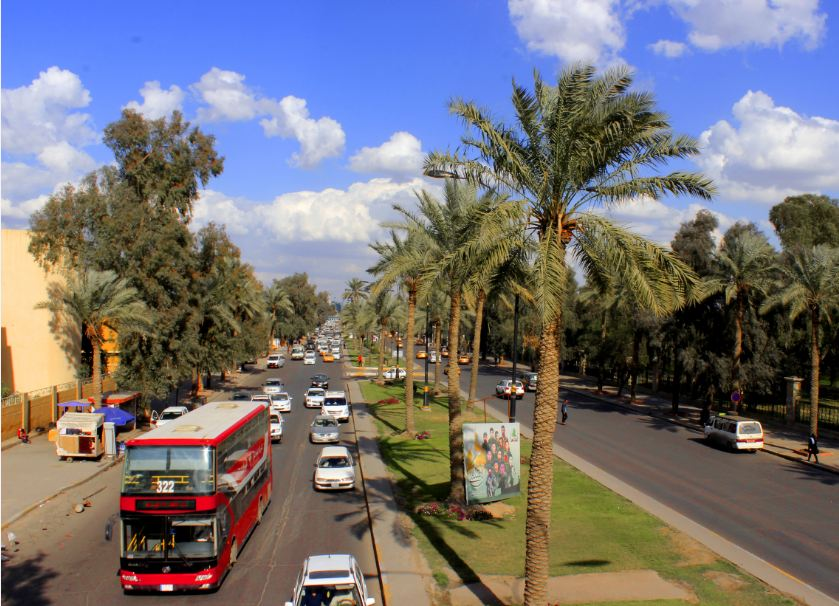
Một con đường ở Baghdad, 2015

## Lịch sử